# Bế Kiến Quốc
Bế Kiến Quốc (1949 - 2002) là nhà thơ Việt Nam, được tặng Giải thưởng Nhà nước về Văn học Nghệ thuật năm 2012.  

## Tiểu sử
Bế Kiến Quốc (Đặng Thái Minh, Ngọc Chung Tử, Trường Đặng) sinh ngày 19 tháng 5 năm 1949 tại Nam Định, quê quán tại Hà Nội.    
Bế Kiến Quốc học khoa Ngữ văn trường Đại học Tổng hợp Hà Nội, tốt nghiệp vào năm 1970. Ông đã dự Lớp bồi dưỡng lực lượng viết văn trẻ của Hội nhà văn Việt Nam (1972), tham gia khoá cao cấp rút gọn của Học viện Văn học Gorki (1988). Ông từng làm công tác phong trào ở Ty văn hoá Hà Tây (1970 - 1977); làm trưởng ban thơ, rồi thư ký toà soạn Tuần báo Văn nghệ (1977 - 2000); sau đó ông làm Tổng biên tập báo Người Hà Nội đến khi qua đời vào ngày 25 tháng 6 năm 2002 tại Hà Nội do căn bệnh ung thư phổi.
Ông là đảng viên Đảng Cộng sản Việt Nam; hội viên Hội Nhà văn Việt Nam từ năm 1981. 

## Sự nghiệp
Ngay từ thời còn là sinh viên khoa Ngữ văn Đại học Tổng hợp Hà Nội, Bế Kiến Quốc đã đoạt giải nhì cuộc thi thơ của tuần báo Văn Nghệ năm 1969 với bài thơ ''Những dòng sông''.
Ông có 5 tập thơ được in lúc ông còn sống: Những dòng sông (in chung, 1979); Chú ngựa mã sao (truyện thơ thiếu nhi, 1979) Dòng suối thần kỳ (truyện thơ thiếu nhi, 1984); Cuối rễ đầu cành (1994); Mãi mãi ngày đầu tiên (2002). Tập thơ Đất hứa (2003) do vợ ông, nhà thơ Đỗ Bạch Mai, biên tập và xuất bản sau khi ông đã qua đời.
Ngoài thơ ca, Bế Kiến Quốc cũng có rất nhiều đóng góp trong lĩnh vực báo chí, văn xuôi và phê bình.
Từ những năm cuối thế kỷ trước, thơ viết cho thiếu nhi của Bế Kiến Quốc đã được tuyển vào sách giáo khoa tiểu học, như bài Bài hát trồng cây trongTiếng Việt 3, tập 1 (NXB Giáo dục, 1997). Chương trình giáo dục mới, trong quyển Tiếng Việt 2, tập 1, bộ Chân trời sáng tạo, Bế Kiến Quốc có bài Ngày hôm qua đâu rồi.
Bài thơ “Điệu lý qua cầu” ra đời năm 1984, là một trong những bài thơ được Bế Kiến Quốc viết tặng một cô sinh viên trường Sư phạm buổi đầu đến với văn chương, khi anh dự trại sáng tác ở Đồng Tháp. Bài thơ này được nhạc sĩ Trần Tiến phổ nhạc dưới tên mới “Ngẫu hứng lý qua cầu” là một bài hát khá nổi tiếng.
Tuy thành đạt sớm, nhưng Bế Kiến Quốc vẫn là người khiêm nhường, lặng lẽ. Anh tự bạch: 
| “                        | Theo tôi, thơ có giá trị là thơ phải nâng cao tâm hồn con người. Những nhà thơ thành công là những nhà thơ nói được tiếng nói của thời đại, của đất nước, chứ không phải nhà thơ có kỹ thuật cao. Và, điều quan trọng là thơ phải luôn luôn hướng về phần sáng của cuộc đời. | ” |
| — nhà thơ Bế Kiến Quốc - | |   |

Năm 2012, ông được truy tặng Giải thưởng Nhà nước về Văn học Nghệ thuật với cụm tác phẩm: Cuối rễ đầu cành (tập thơ); Mãi mãi ngày đầu tiên (tập thơ); Đất hứa (tập thơ).

### Đánh giá
| “ | Bế Kiến Quốc là một nhà thơ đầy lý tưởng và khát vọng, ngọn lửa tinh thần sáng tạo ông mang trong mình từ thuở là sinh viên còn cháy mãi trong cuộc đời làm thơ, làm báo cho đến lúc Quốc qua đời. Khi nhà thơ còn sống, chưa bao giờ tôi thấy ngọn lửa ấy, niềm tin trong sáng ấy suy sụp trong Quốc - một con người trung thực, nhất quán, đòi hỏi rất cao ở mình và bạn bè, đồng nghiệp. Từ những bài thơ đầu tay hồi sinh viên cho tới những sáng tác sau này về thân phận, về những nỗi buồn thấm thía trong đời con người, ở đâu ta cũng thấy một nhân cách thơ Bế Kiến Quốc. | ” |
| — nhà thơ Hữu Thỉnh - Chủ tịch Hội Nhà văn Việt Nam Chủ tịch Liên hiệp các Hội Văn học nghệ thuật Việt Nam | |   |

## Tác phẩm chính
- Những dòng sông (thơ, in chung, 1979)
- Chú ngựa mã sao (truyện thơ thiếu nhi, 1979)
- Dòng suối thần kỳ (truyện thơ thiếu nhi, 1984)
- Cuối rễ đầu cành (thơ, 1994)
- Mãi mãi ngày đầu tiên (thơ, 2002)
- Đất hứa (thơ 2003).

Nguồn: 

## Vinh danh
- Giải thưởng Nhà nước về Văn học Nghệ thuật năm 2012.

### Giải thưởng văn học[7]
- Giải nhì cuộc thi thơ của tuần báo Văn nghệ (1969),
- Giải thưởng cuộc vận động viết về thương binh liệt sĩ (1973),
- Giải thưởng cuộc thi sáng tác cho thiếu nhi (1979, 1985),
- Giải thưởng cuộc thi viết về tài trí Việt Nam của tạp chí Thế giới mới (1995-1996),
- Giải thưởng cuộc thi ký của báo Sài Gòn giải phóng (1985) và cuộc thi ký của Đài Tiếng nói Việt Nam (1986),
- Giải A của Uỷ ban toàn quốc Liên hiệp các Hội Văn học Nghệ thuật Việt Nam (2002).

## Đời tư
Vợ Bế Kiến Quốc là nhà thơ Đỗ Bạch Mai, hội viên Hội Nhà văn Việt Nam từ năm 1997.
Hiếm có nhà thơ nào yêu vợ mình như Bế Kiến Quốc. Trong thời gian có 10 tháng trước khi làm lễ cưới (từ tháng 7 năm 1975 đến tháng 5 năm 1976), Bế Kiến Quốc đã viết tặng cho Đỗ Bạch Mai tổng cộng 116 bài thơ. Sau khi Bế Kiến Quốc qua đời, 116 bài thơ này đã được Đỗ Bạch Mai in trong tập thơ "Đất hứa" và có lẽ anh đã lập kỷ lục về thơ tình viết cho người yêu. Không chỉ có vậy, trong 27 năm chung sống với nhau, Bế Kiến Quốc còn viết tặng vợ nhiều bài thơ nữa. Di sản thơ ca của Bế Kiến Quốc ước khoảng 500 bài, một phần không nhỏ trong số đó đã dành tặng vợ.